# 广苌郡
广苌郡，中国南北朝时设置的郡。
魏宣武帝正始三年（506年）北魏攻克武兴，设置东益州，同时设置广苌郡。治所在苌广县（今四川省广元市嘉陵江北西岸广坪河口附近），下辖苌广县、新巴县。北魏后期废除广苌郡。